# Peloneustes philarchus
Peloneustes philarchus és una espècie extinta de plesiosaure de la família dels pliosàurids que visqué al mar de les argiles d'Oxford durant el Juràssic mitjà, fa entre 163,5 i 164,7 milions d'anys. Se n'han trobat restes fòssils a França i el Regne Unit. Es tracta de l'única espècie reconeguda actualment del gènere Peloneustes. Feia 3,8 metres de llargada i pesava 6 tones. Tenia el musell llarg i dents mitjanament grosses que li permetien caçar ammonits, entre altres preses. El nom genèric Peloneustes significa ‘nedador de l'argila’.